# THE WINGS TOUR
《THE WINGS TOUR》는 한국의 음악 그룹 방탄소년단의 단독 콘서트 투어로, 총 40회에 걸친 공연을 펼쳤다.

## 투어 일정
| 날짜             | 도시     | 국가           | 장소                                                     |
| ---------------- | -------- | -------------- | -------------------------------------------------------- |
| 2017년 2월 18일  | 서울     | 대한민국       | 고척 스카이돔                                            |
| 2017년 2월 19일  | 서울     | 대한민국       | 고척 스카이돔                                            |
| 2017년 3월 11일  | 산티아고 | 칠레           | 모비스타 아레나                                          |
| 2017년 3월 12일  | 산티아고 | 칠레           | 모비스타 아레나                                          |
| 2017년 3월 19일  | 상파울루 | 브라질         | 시티뱅크 홀                                              |
| 2017년 3월 20일  | 상파울루 | 브라질         | 시티뱅크 홀                                              |
| 2017년 3월 23일  | 뉴어크   | 미국           | 푸르덴셜 센터                                            |
| 2017년 3월 24일  | 뉴어크   | 미국           | 푸르덴셜 센터                                            |
| 2017년 3월 29일  | 시카고   | 미국           | 올스테이트 아레나                                        |
| 2017년 4월 1일   | 애너하임 | 미국           | 혼다 센터                                                |
| 2017년 4월 2일   | 애너하임 | 미국           | 혼다 센터                                                |
| 2017년 4월 22일  | 방콕     | 태국           | 임팩트 아레나                                            |
| 2017년 4월 23일  | 방콕     | 태국           | 임팩트 아레나                                            |
| 2017년 4월 29일  | 자카르타 | 인도네시아     | 인도네시아 컨벤션 전시장                                 |
| 2017년 5월 6일   | 마닐라   | 필리핀         | 몰 오브 아시아 아레나                                    |
| 2017년 5월 7일   | 마닐라   | 필리핀         | 몰 오브 아시아 아레나                                    |
| 2017년 5월 13일  | 홍콩     | 중국           | 아시아월드-엑스포, 아레나                                |
| 2017년 5월 14일  | 홍콩     | 중국           | 아시아월드-엑스포, 아레나                                |
| 2017년 5월 26일  | 시드니   | 오스트레일리아 | 쿠도스 뱅크 아레나                                       |
| 2017년 5월 30일  | 대판     | 일본           | 오사카-조 홀                                             |
| 2017년 5월 31일  | 대판     | 일본           | 오사카-조 홀                                             |
| 2017년 6월 1일   | 대판     | 일본           | 오사카-조 홀                                             |
| 2017년 6월 7일   | 광도     | 일본           | 히로시마 그린 아레나                                     |
| 2017년 6월 14일  | 나고야   | 일본           | Nippon Gaishi Hall                                       |
| 2017년 6월 15일  | 나고야   | 일본           | Nippon Gaishi Hall                                       |
| 2017년 6월 20일  | 기옥     | 일본           | 사이타마 슈퍼 아레나                                     |
| 2017년 6월 21일  | 기옥     | 일본           | 사이타마 슈퍼 아레나                                     |
| 2017년 6월 22일  | 기옥     | 일본           | 사이타마 슈퍼 아레나                                     |
| 2017년 6월 24일  | 복강     | 일본           | 마린멧세 후쿠오카                                        |
| 2017년 6월 25일  | 복강     | 일본           | 마린멧세 후쿠오카                                        |
| 2017년 7월 1일   | 찰황     | 일본           | 마코마나이 세키스이하임 아이스 아레나                    |
| 2017년 7월 2일   | 찰황     | 일본           | 마코마나이 세키스이하임 아이스 아레나                    |
| 2017년 10월 14일 | 대판     | 일본           | 쿄세라 돔 오사카                                         |
| 2017년 10월 15일 | 대판     | 일본           | 쿄세라 돔 오사카                                         |
| 2017년 10월 21일 | 대북     | 타이완         | Multipurpose Gymnasium National Taiwan Sports University |
| 2017년 10월 22일 | 대북     | 타이완         | Multipurpose Gymnasium National Taiwan Sports University |
| 2017년 11월 4일  | 마카오   | Cotai Arena    |                                                          |
| 2017년 12월 8일  | 서울     | 대한민국       | 고척 스카이돔                                            |
| 2017년 12월 9일  | 서울     | 대한민국       | 고척 스카이돔                                            |
| 2017년 12월 10일 | 서울     | 대한민국       | 고척 스카이돔                                            |